# Locomotiva DB V 100
La locomotiva V 100 è un mezzo di trazione diesel, a trasmissione idraulica, di costruzione tedesca, in seguito diffusa in numerosi paesi europei presso altre imprese ferroviarie nonché società di manovre, costruzioni o manutenzioni ferroviarie.

## Storia

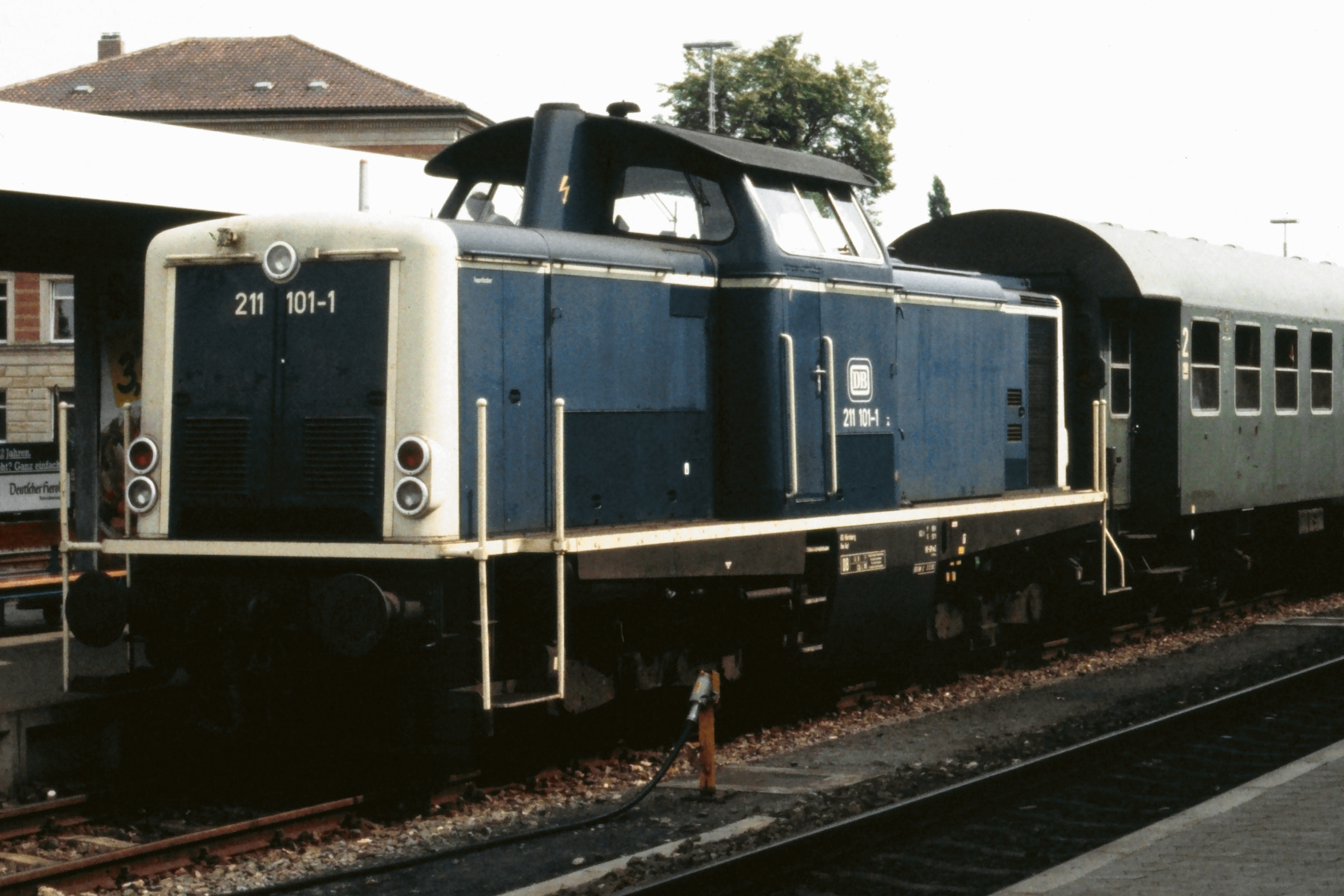
Locomotiva Br 211 101-1

Le locomotive diesel-idrauliche V 100 vennero commissionate, dalla Deutsche Bundesbahn (DB), alla MaK nella metà degli anni cinquanta; nel 1958 vennero consegnate per prova le prime sette unità "prototipo" e si rivelarono di ottima qualità. In seguito a ciò fu esperita l'ordinazione definitiva e, costruite fino al 1968, raggiunsero il numero complessivo di 364 unità di cui molte atte al comando multiplo. Nel 1968 vennero riclassificate con la nuova numerazione "Br 211". Venne inoltre ordinata una seconda serie potenziata che fu immatricolata come "Br 212" e raggiunse il numero di 380 unità.
La dismissione delle V 100 (serie 10) iniziò negli anni ottanta. I rotabili dismessi hanno avuto un buon successo nel mercato dell'usato: nel 1990 la Ferrovia Alifana ne ha acquisite due unità, le ex-Br211, numero 002 e 105, che sono state immatricolate come "I 54" e "I 55"; le due unità sono state alienate in date diverse, agli inizi degli anni duemila. Nel 2003 le Ferrovie del Gargano acquisirono dalla Vossloh una locomotiva V 100 già appartenuta alla DB e alle ÖBB.

## Caratteristiche
Le locomotive V 100 (dopo il 1968 Br 211) sono dotate di un motore diesel della potenza di 1100 CV; la trasmissione del moto avviene per mezzo di alberi cardanici e l'adattamento di coppia mediante convertitori idraulici. Un certo quantitativo è atto al telecomando.
La locomotiva è a cabina di guida centrale, di forma classica; poggia su due carrelli a due sale montate.

## Locomotive Ricostruite

### Classe 214/262
Nel novembre 2006 Alstom e il Gmeinder Lokomotivfabrik Mosbach sviluppato un concetto di ammodernamento per le locomotive dell'ex DB Classe V 100. Il prototipo 214 110 è stato presentato al Transport & Logistik München nel giugno 2007, numerato come 212 197 con la Nordbayerischen Eisenbahn (NBE). La classificazione è stata confermata dall'ufficio federale delle ferrovie il 20.05.2008, mentre la Classe 214 è stata specificata nel registro delle locomotive dell'ABE. Per la conversione solo il telaio della locomotiva e carrelli del V 100 sono stati usati. La sovrastruttura era completamente nuova e più simile a una scatola. I motori sono guidati da un nuovo motore Caterpillar. Il DB ha classificato i locomotori che assumono come Classe 262. Undici locomotive sono state consegnate nel agosto 2008, tra l'altro, a DB Schenker, alla Nordbayerische Eisenbahn, Locon e BBL Logistik. Gli locomotori della DB Schenker furono schierati a Magdeburgo.

### OnRail DH 1004
L'OnRail DH 1004 è stato realizzato sulla base di un V 100 alla fine degli anni '90 e all'inizio degli anni 2000 da Vossloh mantenendo il telaio, i carrelli e la trasmissione ma con il motore e la carrozzeria sostituiti. 
Le locomotive sono utilizzate nei porti e sulle ferrovie private.